# The Books
The Books è stato un duo musicale statunitense, composto dal chitarrista e cantante Nick Zammuto e dal violoncellista Paul de Jong e fondato a New York. Le loro pubblicazioni presentano solitamente campionamenti di suoni irriconoscibili e voci. Hanno pubblicato tre album in studio acclamati dalla critica con l'etichetta discografica tedesca Tomlab ed un quarto album, The Way Out (del 2010), con l'etichetta Temporary Residence Limited.

## Storia

### 1992-2002:Thought for Food
Zammuto e de Jong si conobbero per la prima volta a New York nel 1999. Dopo aver invitato Zammuto a cenare nel suo appartamento, de Jong gli fece ascoltare alcuni dei suoi campionamenti audio e video, nonché un album di Shooby Taylor. Zammuto sostenne che quell'incontro "gli fece capire che entrambi condividevano lo stesso approccio in musica". Iniziarono, poco tempo dopo, a comporre musica con il nome d'arte The books.
Durante il 2000, i Books iniziarono a registrare il loro album di debutto Thought for Food. Zammuto e de Jong, durante questo periodo, si trasferirono in numerose occasioni registrando l'album a New York, Los Angeles, Boston e, infine, in un seminterrato di un ostello della Carolina del Nord dove Zammuto lavorò dopo aver attraversato l'Appalachian Trail.
Thought for Food venne pubblicato il 22 ottobre del 2002. Lodato dalla critica per le sue "sonorità caratteristiche", questo album fa un massiccio uso di campionamenti provenienti da fonti sconosciute che vengono accompagnati da una strumentazione perlopiù acustica.

### 2002-2003:The Lemon of Pink
Poco dopo aver pubblicato Thought for Food, il duo si trasferì a North Adams, nel Massachusetts, presso la quale Zammuto si laureò in chimica ed arti visuali al Williams College. Fra il 2002 e il 2003 Zammuto e de Jong iniziarono a registrare The Lemon of Pink.
La pubblicazione di The Lemon of Pink, avvenuta il 7 ottobre del 2003, venne seguita dal consenso unanime della critica. Lo stile dell'album è simile a quello di Tought for Food, ma più orientato alle sonorità vocali realizzate soprattutto dalla cantante Anne Doerner.

### 2003-2006:Lost and Safe,Music for a French Elevator,Prefuse 73 Reads the Books
Nel 2004, il ministero della cultura francese chiese ai Books di comporre della musica per un nuovo ascensore del loro edificio. I Books pubblicarono, nel 2006, un Mini CD contenente anche quella musica: Music for a French Elevator and Other Short Format Oddities by the Books.
Durante il 5 aprile del 2005, i Books pubblicarono il loro terzo album in studio, Lost and Safe. Questa pubblicazione, che da maggiore spazio alla voce di Zammuto rispetto agli album precedenti, venne criticata per il mutamento stilistico della formazione. Nonostante ciò, anche questo album ricevette giudizi positivi da parte della critica. Durante i primi mesi del 2005, i Books collaborarono con Prefuse 73 nella traccia "Pagina Dos" del suo album Surrounded by Silence e in Prefuse 73 Reads the Books E.P., un EP contenente alcuni remix di tracce dei Books.
Prima di iniziare un tour di tre mesi nel Nord America ad aprile nel 2006, I Books avevano suonato in un solo concerto avvenuto durante un festival a Chicago (Illinois). Benché Zammuto mostrasse apprensività durante il tour, dichiarò che ciò era necessario per guadagnarsi da vivere poiché, scaricando la musica dei Books tramite file sharing, i loro ascoltatori gli hanno causato problemi economici.

### 2006-2012: la pausa,The Way Oute lo scioglimento temporaneo
In seguito alla pubblicazione di Music for a French Elevator, i membri della formazione interruppero momentaneamente la loro attività per badare alle loro famiglie e perseguire alcuni dei loro progetti in proprio, che compresero la realizzazione, da parte di Zammuto, della colonna sonora di un documentario su Biosfera 2.
Nel 2007, i Books pubblicarono Play All, un DVD contenente tredici video musicali e tre tracce fino a quel momento inedite. I video di Play All sono composti da numerosi found footage riuniti in collage accompagnati dalla loro musica. I Books hanno spesso riprodotto questi video durante le loro esibizioni.
Tra il 2005 e il 2007, i Books parteciparono a diversi tour, incluso uno in Europa, nonché a due show canadesi. Durante i primi mesi del 2009 i Books realizzarono una cover della traccia "Cello Song" di Nick Drake, collaborando con José Gonzàlez per l'antologia Dark Was the Night della Red Hot Organization.
I Books iniziarono a lavorare a The Way Out durante gli ultimi mesi del 2008. Parlando delle tracce più "new Age" dell'album, Zammuto dichiarò di averle realizzate adoperando campionamenti tratti da cassette di ipnoterapia e self-help. Descrivendo l'album, Zammuto disse "ti farà sentire mooolto assonnato". Durante il 5 aprile del 2010, il duo annunciò che l'album uscirà a luglio dello stesso anno. L'album venne pubblicato il venti luglio dello stesso anno.
I Books suonarono al festival musicale All Tomorrow's Parties a Monticello, New York, durante il mese di settembre del 2010, partecipando, inoltre, a diversi tour nel Nord America con i Black Heart Procession. La band venne scelta dai Portishead e dall'ATP per suonare al festival "I'll Be Your Mirror" all'Alexandra Palace di Londra a luglio nel 2011.
A gennaio del 2012, Nick Zammuto dichiarò in un'intervista a Pitchfork Media che i Books si sarebbero separati per concentrarsi su altri progetti.
Durante il 3 aprile del 2012, Nick Zammuto pubblicò l'album del suo debutto solista: Zammuto.

## Stile musicale
La critica è solita definire "unico" lo stile musicale dei Books. Benché la formazione abbia dichiarato esplicitamente di aver preso ispirazione da formazioni quali Nirvana, David Bowie, Roxy Music, e da generi quali la new wave e la musica classica, questi elementi non sono i prominenti della loro musica: Zammuto venne infatti influenzato da musicisti quali Squarepusher, Aphex Twin e Boards of Canada. La musica dei Books è generalmente costituita da sonorità folk, realizzate con strumentazioni acustiche (chitarra, violoncello e banjo), combinate con i campionamenti registrati da cassette trovate nei mercatini dell'usato. Essi adoperano anche, sebbene raramente, una batteria, preferendo ad essa i campionamenti di oggetti inanimati, quali giocattoli o casellari, messi in loop. Alcuni osservatori hanno discusso sul fatto che la loro possa essere musica aleatoria, ma Zammuto ha dissentito dichiarando che la loro musica è sempre stata realizzata in modo preciso ed elaborato.

## Discografia

### Album in studio
- Thought for Food (2002)
- The Lemon of Pink (2003)
- Lost and Safe (2005)
- The Way Out (2010)

### Antologie
- A Dot In Time (2012)

### EP
- Music for a French Elevator and Other Short Format Oddities by the Books (2006)

### DVD
- Play All (2007)